# Квазилинейная полезность
Квазилинейная функция полезности (англ. quasilinear utility function) линейна по одному из своих аргументов, обычно — по счётным деньгам (англ. numeraire). Квазилинейные предпочтения можно выразить функцией
{\displaystyle u(x_{1},x_{2},\ldots ,x_{n})=x_{1}+\theta (x_{2},\ldots ,x_{n})},
где {\displaystyle \theta } является строго вогнутой:164. Подобная функция обладает удобным свойством: маршалловский спрос на блага {\displaystyle x_{2},\ldots ,x_{n}} не зависит от уровня благосостояния и, следовательно, не подвержен эффекту богатства:165-166. Отсутствие эффекта облегчает анализ:222, что делает квазилинейную полезность популярным средством моделирования. Более того, если полезность квазилинейна, то компенсирующая вариация дохода, эквивалентная вариация дохода и потребительский излишек равны:163. В дизайне механизмов квазилинейная полезность позволяет агентам совершать сторонние платежи.

## Определение в терминах предпочтений
Отношение предпочтения {\displaystyle \succsim } квазилинейно по товару 1, если:
- все множества безразличия образуются параллельным смещением вдоль оси товара 1. Если потребитель индифферентен между наборами товаров x и y (x~y), то {\displaystyle \left(x+\alpha e_{1}\right)\sim \left(y+\alpha e_{1}\right),\forall \alpha \in \mathbb {R} ,e_{1}=\left(1,0,...,0\right)}[2];
- товар 1 имеет положительную полезность: {\displaystyle \left(x+\alpha e_{1}\right)\succ \left(x\right),\forall \alpha >0}

Иначе говоря, отношение предпочтения квазилинейно, если существует один товар, двигает множества безразличия, сохраняя расстояния между точками безразличия и наклон в каждой точке. В двумерном случае квазилинейность означает, что кривые безразличия параллельны.

## Определение в терминах функций полезности
Если функция полезности квазилинейна по товару 1, то она принимает форму
{\displaystyle u\left(x\right)=x_{1}+\theta \left(x_{2},...,x_{L}\right)},
где {\displaystyle \theta } есть функция. В двумерном случае это, например, {\displaystyle u\left(x\right)=x_{1}+{\sqrt {x_{2}}}.}.
Квазилинейная форма характерна для таких функций спроса, которые зависят только от цен и не зависят от уровня благосостояния. Скажем, если
{\displaystyle u(x,y)=x+\theta (y)}
тогда спрос на y выводится из уравнения
{\displaystyle \theta '(y)=p_{y}},
так что
{\displaystyle y(p,I)=(\theta ')^{-1}(p_{y}),},
и это выражение не зависит от уровня благосостояния I.
Косвенная функция полезности тогда имеет вид:154, 169
{\displaystyle v(p,I)=v(p)+I,}.

## Эквивалентность определений
Кардиналистский и ординалистский подходы к определению квазилинейной полезности эквивалентны при выпуклости потребительского множества и непрерывных предпочтениях, которые локально ненасыщаемы по первому аргументу.